# Pteronotus
Pteronotus é um gênero de morcegos da família Mormoopidae.

## Espécies
- Pteronotus davyi Gray, 1838
- Pteronotus gymnonotus Natterer, 1843
- Pteronotus macleayii (Gray, 1839)
- Pteronotus parnellii (Gray, 1843)
- Pteronotus personatus (Wagner, 1843)
- †Pteronotus pristinus Silva-Taboada, 1974
- Pteronotus quadridens (Gündlach, 1840)